# Stretto di Bellot
Lo stretto di Bellot  è una via d'acqua naturale nell'Oceano Artico, nella Regione di Kitikmeot, nel territorio del Nunavut.
Separa l'isola di Somerset (a nord) dalla penisola della Boothia (a sud). Al suo estremo orientale si trova il promontorio Murchison, la punta settentrionale della terraferma americana; lo stretto connette il golfo della Boothia e la baia del Principe Reggente (a est) con il canale di Peel e lo stretto di Franklin (ad ovest).